# Henry et René-Émile Bossière
Pour les articles homonymes, voir Bossière.
Henry Émile (Le Havre, 25 juin 1859 - Mortagne-au-Perche, 10 juillet 1941) et René-Émile Bossière (Le Havre, 5 février 1857 - Le Havre, 11 janvier 1941) sont des frères aventuriers français qui devinrent hommes d'affaires aux Kerguelen. 

## Biographie
Fils d'un armateur du Havre, les frères Bossière commencent à travailler au début des années 1880 en Patagonie comme fondés de pouvoir de la compagnie de leur père, Emile Bossière. S'intéressant à l'élevage des moutons, ils décident de tenter d'en implanter aux îles Kerguelen dont la France a pris possession en janvier 1893. Ils obtiennent du gouvernement français, dès le 31 juillet 1893, un droit d'exploitation des ressources marines et terrestres de l'archipel pour une durée de cinquante ans. René est même nommé en 1895 résident de France aux Kerguelen. Les frères tentent alors de mettre sur pied une première expédition en 1895 sur une vieille goélette baptisée Kerguelen. Avec René Bossière à son bord, après plusieurs avaries, l'expédition est définitivement arrêtée à Buenos Aires. René Bossière demeure plusieurs années en Argentine puis, apprenant que son frère a monté une nouvelle expédition à la fin de l'année 1900, il part attendre le trois-mâts Fanny aux îles Malouines pour y transporter des moutons. Mais le navire subit des avaries dans le Golfe de Gascogne, et l'affaire prend fin avec le retrait des investisseurs belges qui devaient permettre à un autre navire, le yacht Selika, de rejoindre la Fanny aux Kerguelen. René Bossière rentre alors au Havre en 1901, sans avoir pu encore mettre le pied sur sa concession. 
Toujours décidés à mettre en valeur leur concession des Kerguelen, ils décident alors de se tourner vers la chasse aux éléphants de mer et aux baleines. Ils s'adjoignent, sur les conseils de Jean-Baptiste Charcot, Raymond Rallier du Baty qui a des projets identiques aux leurs. Les frères Bossière signent avec une société norvégienne une convention pour installer aux Kerguelen une station baleinière, y établir un élevage et y exploiter le charbon. Henry Bossière débarque dans l'archipel en novembre 1908 et se lance dans l'exploration des îles. Henry repart en avril 1909 pour l'Afrique du Sud, laissant aux norvégiens l'exploitation de la station et son développement. 
En mai 1911, les frères Bossière fondent la Société des îles Kerguelen et, en 1913, au fond du golfe des Baleiniers, la station de Port-Couvreux. À partir de 1928, ils développent également leurs activités aux îles Saint-Paul et Amsterdam dont ils ont obtenu la concession en 1908. En 1913, René importe 1600 moutons des îles Malouines, mais une grande part meurt durant le transport. Dans l'archipel, seuls prospèrent les lapins et les rats et la chasse à la baleine s'avère peu fructueuse. En 1915, les bergers sont rapatriés en France. 
René Bossière ne se décourage pas pour autant et, en 1922, il envoie de nouveau aux Kerguelen des bergers et un nouveau cheptel qu'il a acheté au Cap. La chasse aux éléphants de mer est reprise par une nouvelle société anglo-norvégienne. Les frères Bossière créent eux-mêmes une filiale française de chasse aux éléphants de mer en 1925, les Pêches Australes, qui travaille sur un navire-usine jusqu'en 1931. Cependant, les frères font de nouveau faillite. Ruinés, ils meurent la même année, en 1941. 
Si leur entreprise commerciale est un échec, les frères Bossière permettent néanmoins à la France d'affermir son emprise sur les Kerguelen et sur le district des îles Saint-Paul et Amsterdam. Ils ont aussi favorisé la recherche scientifique avec Rallier du Baty et en finançant les travaux du naturaliste Edgar Aubert de la Rüe.
En hommage, le fjord Bossière aux Kerguelen porte leur nom depuis 1911.

## Publications
- Notice sur les îles Kerguelen, 1893
- La Prospérité des ports français, René-E. Boissière, Le Havre, impr. de H. Micaux, 1906 – prix Fabien de l’Académie française
- Nouvelle notice sur les îles Kerguelen, possession française, 1907
- La Terre de Kerguelen, colonie française, 1910